# N-струмінь
N-струмінь (англ. N-jet) — це набір (частинних) похідних функції {\displaystyle f(x)} до порядку N.
Зокрема, в області комп'ютерного бачення N-струмінь зазвичай обчислюють із масштабопросторового подання {\displaystyle L} вхідного зображення {\displaystyle f(x,y)}, і частинні похідні {\displaystyle L} використовують як основу для вираження різних типів візуальних модулів. Наприклад, алгоритми для таких завдань, як виявляння та класифікування ознак, стереозіставляння, відстежування та розпізнавання об'єктів, можливо виражати в термінах N-струменів, обчислюваних в одному або кількох масштабах простору масштабів.